# Wustrow (powiat Vorpommern-Rügen)
Wustrow, Ostseebad (pol. Kąpielisko nadbałtyckie) – gmina w Niemczech, wchodząca w skład urzędu Darß/Fischland w powiecie Vorpommern-Rügen, w kraju związkowym Meklemburgia-Pomorze Przednie. Położona jest na półwyspie Fischland.

## Toponimia
Nazwa pochodzenia słowiańskiego, od ostrov „wyspa”, pierwotnie zanotowana jako Swante Wustrow „Święty Ostrów”, co sugeruje istnienie w tym miejscu ośrodka kultu pogańskiego.